# Million Dollar Baby (песня Томми Ричмана)
«Million Dollar Baby» (с англ. — «Малышка на миллион») — песня американского рэпера Томми Ричмана. Она была выпущена 26 апреля 2024 года на лейбле ISO Supremacy и Pulse Records. Песня была написана Ричманом при участии Макса Воссберга, Джона Роя, Маннивелли, Спархима и Кави.
После того как Ричман показал фрагменты песни на TikTok, получив огромную популярность, «Million Dollar Baby» сразу же получила коммерческий успех, заняв второе место в Billboard Hot 100 в его родной стране. Критики высоко оценили песню за её уникальное, запоминающееся звучание и вокал Ричмана: после выхода некоторые посчитали её неизбежным претендентом на звание «Песни лета». Песня стала самым продолжительным номером один в чарте TikTok Billboard Top 50, оставаясь на первом месте в течение десяти недель, начиная с мая 2024 года.

## Предыстория
Переехав из родного города Вашингтона в Лос-Анджелес в 2022 году, Ричман быстро привлёк к себе внимание благодаря своему «фирменному продюсерскому стилю», не ограничиваясь «жанровыми ярлыками». В 2023 году его узнал американский музыкант Брент Файяз, с которым он отправился в турне F*ck the World, также показавшее его более широкой аудитории. Затем Ричман был подписан на лейбл Файяза Iso Supremacy через совместное предприятие с Pulse Records в качестве первого подписанта.
После ряда синглов, выпущенных под этим лейблом, Ричман начал тизерить «Million Dollar Baby» в своих социальных сетях 22 апреля 2024 года, выложив видеозаписи, сделанные «в стиле VHS». Фрагмент набрал более 9,5 миллионов просмотров на TikTok менее чем за неделю и помог ему получить «взрывной дебют». Ричман описал звук как «приятный и слушабельный» и назвал его тем, что ему нравится и «интересно». Его целью было «делать крутое дерьмо для людей» и для себя.

## Отзывы
Джордан Роуз из Complex назвал «Million Dollar Baby» претендентом на звание «Песни лета», поскольку Ричман исполняет свою «самую электрическую песню на данный момент». Аналогично, Карл Ламарр из Billboard также счёл трек претендентом на звание «Песни лета» благодаря его «фанковому звучанию» и «плавным вокальным рифам». Далее Ламарр похвалил трек за «липкий хук» и «неоспоримый бас». Робин Мюррей из Clash высоко оценил эту песню за «запоминающийся хук, зажигательный бит и одни из самых запоминающихся тактов Томми».
Габриэль Брас Неварес, написавший для HotNewHipHop, отметил «творческое сочетание классического южного трэпа» и «попсовых» вокальных пассажей с «мелодичными партиями». По мнению Браса Невареса, песня стала «точкой кипения» «непрерывного роста», который Ричман пережил до этого момента, поскольку он нашёл способ «капитализировать» лучшие аспекты своего «уникального стиля». Кроме того, рецензент назвал её «странной смесью» между «довольно жёстким» и «довольно утончённым» звучанием.

### Итоговые списки критиков
| Публикация | Список                 | Ранг | Ссылка |
| ---------- | ---------------------- | ---- | ------ |
| NPR        | 124 Best Songs of 2024 | н/д  | [ 10 ] |

## Коммерческий успех
Песня «Million Dollar Baby» стала хитом Томми Ричмана, завоевав огромную популярность на платформах потокового вещания: Billboard сообщил, что в день релиза (26 апреля 2024 года) песня набрала 4,6 миллиона "потоков по требованию в США. В чарте от 11 мая 2024 года песня дебютировала на № 2 в Billboard Hot 100, с 38 миллионами потоков, 302 000 аудиторией радиоэфира и 4 000 продаж, уступив только песне Тейлор Свифт и Post Malone «Fortnight». В других странах песня дебютировала в топ-10 в Новой Зеландии (№ 4), а также в топ-40 в Австралии (№ 33), Ирландии (№ 37) и Великобритании (№ 31).
Песня также возглавила чарт Hot R&B Songs (9 недель № 1 на 6 июля 2024).
Песня дольше всех подряд занимает первое место в TikTok Billboard Top 50, оставаясь на первом месте в течение 10 недель с мая по июль 2024 года.

## Чарты
| Чарт (2024)                             | Высшая позиция |
| --------------------------------------- | -------------- |
| Австралия (ARIA)                        | 1              |
| Австралия (Hip Hop/R&B, ARIA)           | 1              |
| Австрия (Ö3 Austria Top 40)             | 8              |
| Канада (Billboard Canadian Hot 100)     | 3              |
| Чехия (Singles Digitál Top 100)         | 14             |
| Дания (Tracklisten)                     | 7              |
| Германия (GfK)                          | 11             |
| Мир (Global 200, Billboard)             | 1              |
| Исландия (Plötutíðindi)                 | 1              |
| Ирландия (IRMA)                         | 5              |
| Нидерланды (Single Top 100)             | 15             |
| Латвия (LAIPA)                          | 1              |
| Новая Зеландия (Recorded Music NZ)      | 1              |
| Норвегия (VG-lista)                     | 4              |
| Португалия (AFP)                        | 8              |
| Словакия (Singles Digitál Top 100)      | 5              |
| Швеция (Sverigetopplistan)              | 15             |
| Швейцария (Schweizer Hitparade)         | 6              |
| Великобритания (OCC UK Singles)         | 3              |
| Великобритания (OCC UK Indie)           | 1              |
| США (Billboard Hot 100) ·               | 2              |
| США (Billboard Adult Pop Airplay)       | 12             |
| США (Billboard Hot R&B/Hip-Hop Songs) · | 1              |
| США (Billboard Pop Airplay)             | 1              |
| США (Billboard Rhythmic)                | 1              |

| Чарт (2024)                          | Позиция |
| ------------------------------------ | ------- |
| Canada (Canadian Hot 100)            | 12      |
| Germany (GfK)                        | 81      |
| Global 200 (Billboard)               | 13      |
| US Billboard Hot 100                 | 8       |
| US Adult Top 40 (Billboard)          | 41      |
| US Hot R&B/Hip-Hop Songs (Billboard) | 3       |
| US Mainstream Top 40 (Billboard)     | 13      |
| US Rhythmic (Billboard)              | 6       |
| US R&B/Hip-Hop Airplay (Billboard)   | 9       |

## Сертификации
| Регион | Сертификация  | Продажи   |
| --- | ------------- | --------- |
| Австралия (ARIA) | 3× Платиновый | 210 000   |
| Австрия (IFPI Austria) | Золотой       | 15 000    |
| Канада (Music Canada) | Платиновый    | 80 000    |
| Дания (IFPI Danmark) | Золотой       | 45 000    |
| Франция (SNEP) | Золотой       | 100 000   |
| Новая Зеландия (RMNZ) | 3× Платиновый | 90 000    |
| Польша (ZPAV) | Золотой       | 25 000    |
| Португалия (AFP) | Платиновый    | 10 000    |
| Великобритания (BPI) | Платиновый    | 600 000   |
| США (RIAA) | 4× Платиновый | 4 000 000 |
| Стриминг |               |           |
| Греция (IFPI Greece) | Платиновый    | 2 000 000 |
| Данные о продажах + прослушиваниях приведены только на основе сертификации. · Данные только о прослушиваниях приведены на основе сертификации. |               |           |